# ياسنيل توليدو
ياسنيل توليدو (مواليد 15 سبتمبر 1989) هو ملاكم كوبي، مثّل بلاده في الألعاب الأولمبية الصيفية 2012.

## روابط خارجية
ياسنيل توليدو على موقع اللجنة الأولمبية الدولية (الإنجليزية)
- ياسنيل توليدو على موقع أوليمبيديا (الإنجليزية)